# Кошляки (Житомирская область)
Кошляки (укр. Кошляки) — село на Украине, основано в 1425 году, находится в Попельнянском районе Житомирской области.
Код КОАТУУ — 1824785703. Население по переписи 2001 года составляет 280 человек. Почтовый индекс — 13531. Телефонный код — 4137. Занимает площадь 1,182 км².

## Адрес местного совета
13531, Житомирская область, Попельнянский р-н, с. Романовка, ул. Рыльского, 2; тел. 71-2-35.